# Seznam festivalů v Brně
Toto je seznam festivalů, které se odehrávají v Brně.

## Festivaly v Brně
- Blues Rock Fest
- Bonjour Brno, festival francouzské kultury v Brně
- Brasil Fest Brno
- Brněnský BEATfest
- Brněnský Lunapark aneb Divadlo ke kávě, festival divadelních představení v prostorách kaváren
- Brněnský varhanní festival
- Brno Brass Fest
- Brno - město uprostřed Evropy
- Cinema Mundi, filmový festival
- Čarodějáles, open-air hudební festival
- Čokoládový festival (Čokofest)
- Degeneration NEXT
- divadelníBAF!, festival amatérského divadla
- Divadelní svět Brno, mezinárodní divadelní festival
- F! Festival, festival fotografie
- Festival ošklivé hudby, festival avantgardního jazzu a improvizace
- Festival zdraví a pohody, festival podporující zdravé jídlo, pohyb a mysl (do 2016)
- Filmový festival Fakulty informatiky, festival krátkých studentských filmů
- Ghettofest, pouliční festival v ulicích brněnského „ghetta“
- Gregoryfest, hudební festival v Řečkovicích
- Henry Lee Fest, hudební festival
- Husovický dvorek, festival slova a divadla
- Ignis Brunensis, přehlídka ohňostrojů
- Jam fest
- Janáček Brno, divadelní a hudební festival
- JazzFestBrno
- Jazz Jaro
- Kamenka Open
- Letní noc na hradě Veveří, hudební festival
- Líšeň sobě
- Maraton hudby Brno
- Mariánské léto Brno
- Meeting Brno
- Měsíc autorského čtení, literární festival
- Mezinárodní bienále grafického designu
- Mezinárodní hudební festival Brno
- Mezinárodní hudební festival Špilberk
- Mezinárodní kytarový festival
- Mezipatra, filmový festival uvádějící filmy s gay, lesbickou, bisexuální a transgender tematikou
- Moje 20. století
- Natřikrát, festival tance a pohybového divadla
- Obrfest, hudební festival v Obřanech
- Open House Brno, festival architektury
- Ponavafest
- Pop Messe, festival progresivní hudby
- Potulný dělník, undergroundový festival hudby a poezie
- Překročme řeku, festival na nábřeží Svitavy
- Serial Killer, festival seriálů
- Starobrno fest, hudební festival
- Štetl fest, festival židovské kultury
- Týden města
- Uprostřed, multižánrový festival ve veřejném prostoru centra města
- Vaňkovka Fest
- Verbenafest, hudební festival klubu Verbena v Lužánkách
- Ženfest pod třešní, hudební festival

## Další festivaly, které se odehrávají také v Brně
- Muzejní noc
- Noc kostelů
- ...příští vlna/next wave..., festival alternativního divadla